# سيدة الفودو
سيدة الفودو (بالإنجليزية: The Voodoo lady)‏ أسطوانة مطولة لفرقة «وين» أصدرتها سنة 1994 شركة «تسجيلات فلاينغ نان»، ظهرت أيضا في ألبوم الفرقة «شكلاطة وجبن» الصادر سنة 1994.

## «سيدة الفودو»
تنتمي الأغنية الرئيسية إلى نوع «بايو» من موسيقى البلوز. تتردد «بوغي بوغي بوغي» عدة مرات في الأغنية، وتصف معظم الكلمات امرأة «تفعل الاشياء التي تفعلها» و «تأديني بدمية الفودو خاصتك». ويبدو أن المغني شخص مرتبط رومنسيا بسيدة الفودو. تنتهي الأغنية بانخفاض صوتها إلى أن يختفي ثم يتفجر ثانية.
تظهر أغنية «سيدة الفودو» في ألبوم الفرقة الصادر سنة 1994 «شكلاطة وجبن». وهي واحدة من الأغنيتين الوحيدتين ل«وين» اللتين ظهرتا في لائحة «مودرن روك تراكس» لمجلة «بيلبورد» (الأغنية الأخرى هي «ادفع الأزهار النجمية الصغيرة») واحتلت الرتبة 32 في اللائحة. صمم «جين وين» رسم الغلاف للأسطوانة.

## في الثقافة الشعبية
يمكن سماع «سيدة الفودو» في الأفلام التالية:
- أين سيارتي يا صاح؟ (2000)[3]
- رحلة الطريق (2000)[4]

## قائمة الأغاني

### اسطوانة إشهارية 7 إينشات
| #  | عنوان                 | المدة |
| -- | --------------------- | ----- |
| 1. | "سيدة الفودو"         |       |
| 2. | "بوينوس تارديس أميغو" |       |
| 3. | "غطه بالبنزين وأحرقه" |       |

(توجد أغنية «غطه بالبنزين وأحرقه» بأسطوانة 7 إينشات الحمراء فقط)

### قرص مضغوط إشهاري
| #  | عنوان                         | المدة |
| -- | ----------------------------- | ----- |
| 1. | "سيدة الفودو (تعديل الراديو)" |       |

### قرص مضغوط
| #  | عنوان                 | المدة |
| -- | --------------------- | ----- |
| 1. | "سيدة الفودو"         |       |
| 2. | "بوينوس تارديس أميغو" |       |
| 3. | "هنالك خنزير"         |       |
| 4. | "فاليو"               |       |

## اللوائح
| اللائحة (1994–1995)                                      | أعلى ترتيب |
| -------------------------------------------------------- | ---------- |
| أستراليا (أريا تشارتس)                                   | 58         |
| الأغاني المنفردة بالمملكة المتحدة (شركة اللوائح الرسمية) | 97         |
| الأغاني البديلة (بيلبورد) الولايات المتحدة الأمريكية     | 32         |